# NGC 5068
NGC 5068 é uma galáxia espiral barrada (SBc) localizada na direcção da constelação de Virgo. Possui uma declinação de -21° 02' 17" e uma ascensão recta de 13 horas, 18 minutos e 54,5 segundos.
A galáxia NGC 5068 foi descoberta em 10 de Março de 1785 por William Herschel.